# Jana ampla
Jana ampla är en fjärilsart som beskrevs av Berger 1980. Jana ampla ingår i släktet Jana och familjen Eupterotidae. Inga underarter finns listade i Catalogue of Life.